# 天主教普罗维登斯教区
天主教普羅維登斯教區（拉丁語：Diocesis Providentiensis）是美國一個羅馬天主教教區，屬哈特福德總教區。成立於1872年2月16日。
範圍包括羅德島州全州，教座位於該州州府普羅維登斯。2004年有教友679,275人（佔全州人口63.5%）、152個堂區、400名司鐸。現任教區主教為多默·若瑟·托賓。